# Irene de Khazària
Irene de Khazària, nascuda amb el nom de Tzitzak (en turc Çiçek), que va morir cap al 750, va ser una princesa khàzar, filla del gran kan Bihar. Va ser emperadriu de l'Imperi Romà d'Orient després del seu matrimoni amb l'emperador Constantí V, que va regnar del 741 al 775.
L'any 732 Lleó III Isàuric buscava aliats per ajudar-lo contra l'expansió de l'islam que amenaçava l'imperi, i va enviar una ambaixada al gran kan dels khàzars per organitzar el matrimoni del seu fill i hereu amb una filla d'ell. La noia va ser escortada a Constantinoble per casar-se amb Constantí, que tenia llavors catorze anys. Teòfanes el Confessor relata que el seu sogre, l'emperador Lleó, la va convertir al cristianisme i li va canviar de nom posant-li Irene (en grec antic Ειρήνη). Diverses emperadrius nascudes a l'estranger van prendre també aquest nom, que significa 'pau'. El comentari de Teòfanes diu que «va aprendre la Sagrada Escriptura i va viure piadosa, demostrant així la impietat d'aquests homes [Lleó i Constantí]» cosa que indica que tenia creences iconòdules en contra de les iconoclastes dels dos emperadors.
Irene potser era també extremadament jove en el moment del seu casament. El seu únic fill conegut (encara que podia haver-n'hi altres que haguessin mort) va ser Lleó IV, que, com a fill seu, era conegut com a Lleó el Khàzar. Lleó va néixer a Constantinoble el 25 de gener del 750, 18 anys després del matrimoni. Sembla probable que Irene morís del part, o per complicacions que van derivar del naixement, perquè Constantí va tornar a casar-se, potser el mateix any 750. Només un any després d'Irene, Maria, la seva segona esposa, va morir aproximadament al mateix moment de la coronació del Lleó IV, que va tenir lloc el juny del 751.